# Giancarlo Gloder
Giancarlo Giovanni Gloder (* 10. Mai 1945 in Gallio) ist ein ehemaliger italienischer Eisschnellläufer.

## Werdegang
Gloder, der für den G.S. Forestale startete, nahm von 1961 bis 1975 an nationalen Rennen teil wurde dabei in den Jahren 1969 sowie 1973 italienischer Meister im Großen Vierkampf. International startete er erstmals bei der Mehrkampfeuropameisterschaft 1966 in Deventer, wo er den 22. Platz im Großen Vierkampf errang. Bei den Olympischen Winterspielen 1968 in Grenoble kam er auf den 32. Platz über 1500 m, auf den 24. Rang über 10.000 m sowie auf den 18. Platz über 5000 m. In den folgenden Jahren lief er bei der Mehrkampfeuropameisterschaft 1969 in Inzell auf den 20. Platz und bei der Mehrkampfeuropameisterschaft 1970 in Innsbruck auf den 28. Rang im Großen Vierkampf. Zudem siegte er im Januar 1970 bei der 3-Bahnen-Tournee in Inzell im Kleinen Vierkampf. In der Saison 1970/71 belegte er bei der Mehrkampfeuropameisterschaft 1971 in Heerenveen den 24. Platz und bei der Mehrkampfweltmeisterschaft 1971 in Göteborg den 16. Rang im Großen Vierkampf. Bei den Olympischen Winterspielen 1972 in Sapporo erreichte er den 27. Platz über 1500 m, den 17. Rang über 10.000 m und den 15. Platz über 5000 m. In der Saison 1972/73 lief er bei der Mehrkampfeuropameisterschaft 1973 in Grenoble auf den 21. Platz und bei der Mehrkampfweltmeisterschaft 1973 in Deventer auf den 30. Rang im Großen Vierkampf. Letztmals bei einer Mehrkampfeuropameisterschaft startete er im Jahr 1974 in Eskilstuna, wo er den 21. Platz im Großen Vierkampf errang.

## Erfolge

### Olympische Spiele
- 1968 Grenoble: 18. Platz 5000 m, 24. Platz 10.000 m, 32. Platz 1500 m
- 1972 Sapporo: 15. Platz 5000 m, 17. Platz 10.000 m, 27. Platz 1500 m

### Mehrkampf-Weltmeisterschaften
- 1971 Göteborg: 16. Platz Großer Vierkampf
- 1973 Deventer: 30. Platz Großer Vierkampf

### Mehrkampf-Europameisterschaften
- 1966 Deventer: 22. Platz Großer Vierkampf
- 1969 Inzell: 20. Platz Großer Vierkampf
- 1970 Innsbruck: 28. Platz Großer Vierkampf
- 1971 Heerenveen: 24. Platz Großer Vierkampf
- 1973 Grenoble: 21. Platz Großer Vierkampf
- 1974 Eskilstuna: 21. Platz Großer Vierkampf

## Persönliche Bestzeiten
| Disziplin | Zeit         | Datum             | Ort      |
| --------- | ------------ | ----------------- | -------- |
| 500 m     | 41,60 s      | 13. Januar 1973   | Davos    |
| 1000 m    | 1:24,42 min  | 11. Dezember 1971 | Inzell   |
| 1500 m    | 2:05,60 min  | 18. Dezember 1971 | Davos    |
| 3000 m    | 4:27,50 min  | 4. Dezember 1971  | Inzell   |
| 5000 m    | 7:37,50 min  | 13. Februar 1971  | Göteborg |
| 10.000 m  | 16:21,42 min | 7. Februar 1972   | Sapporo  |